# Клемпау
Клемпау (нім. Klempau) — громада в Німеччині, розташована в землі Шлезвіг-Гольштейн. Входить до складу району Герцогство Лауенбург. Складова частина об'єднання громад Беркентін.
Площа — 10,07 км2. Населення становить 613 ос. (станом на 31 грудня 2020).